# 桜井俊彰
桜井 俊彰（さくらい としあき、1952年 - ）は、歴史家、エッセイスト。
東京都生まれ。1975年國學院大學文学部史学科卒業。コピーライターをへて1997年ロンドン大学ユニバシティ・カレッジ・ロンドン史学科大学院中世学専攻修士課程修了。

## 著書
- 『妻は、ただ今フライト中』集英社 1989
- 『ママは、ただ今フライト中』近代文芸社 1995
- 『僕のロンドン 家族みんなで英国留学 奮闘篇』駿台曜曜社 1998
- 『英国中世ブンガク入門』勉誠出版 1999
- 『続・僕のロンドン』駿台曜曜社 1999
- 『英語は40歳を過ぎてから セカンド・トライのための新・英語勉強常識 インターネット時代対応』青春出版社 2000
- 『イングランド王国前史 アングロサクソン七王国物語』吉川弘文館 歴史文化ライブラリー 2010 ISBN　9784642057080
- 『イングランド王国と闘った男 ジェラルド・オブ・ウェールズの時代』吉川弘文館 歴史文化ライブラリー 2012 ISBN　9784642057509、オンデマンド版2021　ISBN　9784642757508
- 『消えたイングランド王国』集英社新書 2015
- 『物語ウェールズ抗戦史ーケルトの民とアーサー王伝説』集英社新書 2017
- 『長州ファイブーサムライたちの倫敦』集英社新書　2020
- 『スコットランド全史　「運命の石」とナショナリズム』集英社新書 2022
- 『戦国ブリテン アングロサクソン七王国の王たち』集英社新書 2024